# Chinamyersia cinerea
Chinamyersia cinerea är en insektsart som först beskrevs av Myers och William Edward China 1928.  Chinamyersia cinerea ingår i släktet Chinamyersia och familjen barkskinnbaggar. Inga underarter finns listade i Catalogue of Life.